# Compass Cay
Compass Cay är en ö i Bahamas.   Den ligger i distriktet Exuma District, i den sydöstra delen av landet, 120 km sydost om huvudstaden Nassau. Arean är 3,2 kvadratkilometer.
Terrängen på Compass Cay är mycket platt. Öns högsta punkt är 21 meter över havet. Den sträcker sig 3,2 kilometer i nord-sydlig riktning, och 2,4 kilometer i öst-västlig riktning.